# ECHL 1998/99
Die Saison 1998/99 war die elfte reguläre Saison der East Coast Hockey League (ECHL). Die 27 Teams absolvierten in der regulären Saison je 70 Begegnungen. Das punktbeste Team der regulären Saison waren die Pee Dee Pride, während die Mississippi Sea Wolves in den Play-offs ihren ersten Kelly Cup überhaupt gewannen.

## Teamänderungen
Folgende Änderungen wurden vor Beginn der Saison vorgenommen:
- Die Louisville River Frogs wurden nach Miami, Florida, umgesiedelt und spielten fortan unter dem Namen Miami Matadors.
- Die Raleigh Icecaps wurden nach Augusta, Georgia, umgesiedelt und spielten fortan unter dem Namen Augusta Lynx.
- Die Florida Everblades wurden als Expansionsteam in die Liga aufgenommen.
- Die Greenville Grrrowl wurden als Expansionsteam in die Liga aufgenommen.

## Reguläre Saison

### Abschlusstabellen
Abkürzungen: GP = Spiele, W = Siege, L = Niederlagen, T = Unentschieden, OTL = Niederlage nach Overtime, GF = Erzielte Tore, GA = Gegentore, Pts = Punkte

#### Northern Conference
| Northeast Division     | GP | W  | L  | SOL | GF  | GA  | Pts |
| ---------------------- | -- | -- | -- | --- | --- | --- | --- |
| Roanoke Express        | 70 | 38 | 22 | 10  | 224 | 201 | 86  |
| Hampton Roads Admirals | 70 | 38 | 24 | 8   | 215 | 213 | 84  |
| Richmond Renegades     | 70 | 40 | 27 | 3   | 239 | 196 | 83  |
| Chesapeake Icebreakers | 70 | 34 | 25 | 11  | 229 | 206 | 79  |
| Johnstown Chiefs       | 70 | 27 | 34 | 9   | 218 | 265 | 63  |

| Northwest Division  | GP | W  | L  | SOL | GF  | GA  | Pts |
| ------------------- | -- | -- | -- | --- | --- | --- | --- |
| Columbus Chill      | 70 | 39 | 24 | 7   | 257 | 242 | 85  |
| Peoria Rivermen     | 70 | 39 | 25 | 6   | 243 | 230 | 84  |
| Toledo Storm        | 70 | 39 | 26 | 5   | 256 | 246 | 83  |
| Dayton Bombers      | 70 | 34 | 27 | 9   | 239 | 241 | 77  |
| Huntington Blizzard | 70 | 31 | 33 | 6   | 221 | 253 | 68  |
| Wheeling Nailers    | 70 | 27 | 37 | 6   | 206 | 249 | 60  |

#### Southern Conference
| Southeast Division        | GP | W  | L  | SOL | GF  | GA  | Pts |
| ------------------------- | -- | -- | -- | --- | --- | --- | --- |
| Pee Dee Pride             | 70 | 51 | 15 | 4   | 289 | 191 | 106 |
| Florida Everblades        | 70 | 45 | 20 | 5   | 253 | 180 | 95  |
| South Carolina Stingrays  | 70 | 40 | 20 | 10  | 235 | 216 | 90  |
| Augusta Lynx              | 70 | 38 | 27 | 5   | 235 | 233 | 81  |
| Jacksonville Lizard Kings | 70 | 35 | 33 | 2   | 235 | 255 | 72  |
| Charlotte Checkers        | 70 | 29 | 30 | 11  | 221 | 262 | 69  |
| Miami Matadors            | 70 | 28 | 32 | 10  | 208 | 266 | 66  |
| Greenville Grrrowl        | 70 | 26 | 33 | 11  | 208 | 241 | 63  |

| Southwest Division       | GP | W  | L  | SOL | GF  | GA  | Pts |
| ------------------------ | -- | -- | -- | --- | --- | --- | --- |
| Louisiana IceGators      | 70 | 46 | 18 | 6   | 297 | 205 | 98  |
| Mississippi Sea Wolves   | 70 | 41 | 22 | 7   | 251 | 215 | 89  |
| Birmingham Bulls         | 70 | 37 | 29 | 4   | 251 | 267 | 78  |
| New Orleans Brass        | 70 | 30 | 27 | 13  | 244 | 261 | 73  |
| Mobile Mysticks          | 70 | 31 | 31 | 8   | 231 | 259 | 70  |
| Baton Rouge Kingfish     | 70 | 30 | 30 | 10  | 222 | 228 | 70  |
| Tallahassee Tiger Sharks | 70 | 27 | 34 | 9   | 212 | 250 | 63  |
| Pensacola Ice Pilots     | 70 | 25 | 41 | 4   | 199 | 267 | 54  |

## Kelly-Cup-Playoffs

### Qualifikation der Southern Conference
- (S6) Augusta Lynx – (S11) Baton Rouge Kingfish 0:2
- (S8) New Orleans Brass – (S9) Jacksonville Lizard Kings 2:0
- (S7) Birmingham Bulls – (S10) Mobile Mysticks 2:0

### Turnierplan
|  | Erste Runde | Erste Runde              | Erste Runde            |                        |                    | Zweite Runde | Zweite Runde | Zweite Runde |  |  | Dritte Runde | Dritte Runde | Dritte Runde |  |  | Kelly-Cup-Finale | Kelly-Cup-Finale | Kelly-Cup-Finale |
|  |             |                          |                        |                        |                    |              |              |              |  |  |              |              |              |  |  |                  |                  |                  |
|  | N1          | Roanoke Express          | 3                      |                        |                    |              |              |              |  |  |              |              |              |  |  |                  |                  |                  |
|  | N8          | Dayton Bombers           | 1                      |                        |                    |              |              |              |  |  |              |              |              |  |  |                  |                  |                  |
|  | N8          | Dayton Bombers           | 1                      | N1                     | Roanoke Express    | 3            |              |              |  |  |              |              |              |  |  |                  |                  |                  |
|  |             |                          |                        | N1                     | Roanoke Express    | 3            |              |              |  |  |              |              |              |  |  |                  |                  |                  |
|  |             |                          | N7                     | Chesapeake Icebreakers | 1                  |              |              |              |  |  |              |              |              |  |  |                  |                  |                  |
|  | N2          | Columbus Chill           | N7                     | Chesapeake Icebreakers | 1                  | 1            |              |              |  |  |              |              |              |  |  |                  |                  |                  |
|  | N2          | Columbus Chill           |                        |                        |                    | 1            |              |              |  |  |              |              |              |  |  |                  |                  |                  |
|  | N7          | Chesapeake Icebreakers   | 3                      |                        |                    |              |              |              |  |  |              |              |              |  |  |                  |                  |                  |
|  | N7          | Chesapeake Icebreakers   | 3                      | N1                     | Roanoke Express    | 0            |              |              |  |  |              |              |              |  |  |                  |                  |                  |
|  |             |                          |                        | N1                     | Roanoke Express    | 0            |              |              |  |  |              |              |              |  |  |                  |                  |                  |
|  |             | N5                       | Richmond Renegades     | 4                      |                    |              |              |              |  |  |              |              |              |  |  |                  |                  |                  |
|  | N3          | N5                       | Richmond Renegades     | 4                      | Peoria Rivermen    | 1            |              |              |  |  |              |              |              |  |  |                  |                  |                  |
|  | N3          |                          |                        |                        | Peoria Rivermen    | 1            |              |              |  |  |              |              |              |  |  |                  |                  |                  |
|  | N6          | Toledo Storm             | 3                      |                        |                    |              |              |              |  |  |              |              |              |  |  |                  |                  |                  |
|  | N6          | Toledo Storm             | 3                      | N6                     | Toledo Storm       | 0            |              |              |  |  |              |              |              |  |  |                  |                  |                  |
|  |             |                          |                        | N6                     | Toledo Storm       | 0            |              |              |  |  |              |              |              |  |  |                  |                  |                  |
|  |             |                          | N5                     | Richmond Renegades     | 3                  |              |              |              |  |  |              |              |              |  |  |                  |                  |                  |
|  | N4          | Hampton Roads Admirals   | N5                     | Richmond Renegades     | 3                  | 1            |              |              |  |  |              |              |              |  |  |                  |                  |                  |
|  | N4          | Hampton Roads Admirals   |                        |                        |                    |              |              |              |  |  |              |              |              |  |  |                  |                  |                  |
|  | N5          | Richmond Renegades       | 3                      |                        |                    |              |              |              |  |  |              |              |              |  |  |                  |                  |                  |
|  | N5          | Richmond Renegades       | 3                      | N5                     | Richmond Renegades | 3            |              |              |  |  |              |              |              |  |  |                  |                  |                  |
|  |             |                          |                        |                        |                    |              |              |              |  |  |              |              |              |  |  |                  |                  |                  |
|  |             | S5                       | Mississippi Sea Wolves | 4                      |                    |              |              |              |  |  |              |              |              |  |  |                  |                  |                  |
|  | S1          | S5                       | Mississippi Sea Wolves | 4                      | Pee Dee Pride      | 3            |              |              |  |  |              |              |              |  |  |                  |                  |                  |
|  | S1          |                          |                        |                        | Pee Dee Pride      | 3            |              |              |  |  |              |              |              |  |  |                  |                  |                  |
|  | S11         | Baton Rouge Kingfish     | 1                      |                        |                    |              |              |              |  |  |              |              |              |  |  |                  |                  |                  |
|  | S11         | Baton Rouge Kingfish     | 1                      | S1                     | Pee Dee Pride      | 3            |              |              |  |  |              |              |              |  |  |                  |                  |                  |
|  |             |                          |                        | S1                     | Pee Dee Pride      | 3            |              |              |  |  |              |              |              |  |  |                  |                  |                  |
|  |             |                          | S8                     | New Orleans Brass      | 1                  |              |              |              |  |  |              |              |              |  |  |                  |                  |                  |
|  | S2          | Louisiana IceGators      | S8                     | New Orleans Brass      | 1                  | 2            |              |              |  |  |              |              |              |  |  |                  |                  |                  |
|  | S2          | Louisiana IceGators      |                        |                        |                    | 2            |              |              |  |  |              |              |              |  |  |                  |                  |                  |
|  | S8          | New Orleans Brass        | 3                      |                        |                    |              |              |              |  |  |              |              |              |  |  |                  |                  |                  |
|  | S8          | New Orleans Brass        | 3                      | S1                     | Pee Dee Pride      | 1            |              |              |  |  |              |              |              |  |  |                  |                  |                  |
|  |             |                          |                        | S1                     | Pee Dee Pride      | 1            |              |              |  |  |              |              |              |  |  |                  |                  |                  |
|  |             | S5                       | Mississippi Sea Wolves | 4                      |                    |              |              |              |  |  |              |              |              |  |  |                  |                  |                  |
|  | S3          | S5                       | Mississippi Sea Wolves | 4                      | Florida Everblades | 3            |              |              |  |  |              |              |              |  |  |                  |                  |                  |
|  | S3          |                          |                        |                        |                    |              |              |              |  |  |              |              |              |  |  |                  |                  |                  |
|  | S7          | Birmingham Bulls         | 0                      |                        |                    |              |              |              |  |  |              |              |              |  |  |                  |                  |                  |
|  | S7          | Birmingham Bulls         | 0                      | S3                     | Florida Everblades | 0            |              |              |  |  |              |              |              |  |  |                  |                  |                  |
|  |             |                          |                        | S3                     | Florida Everblades | 0            |              |              |  |  |              |              |              |  |  |                  |                  |                  |
|  |             |                          | S5                     | Mississippi Sea Wolves | 3                  |              |              |              |  |  |              |              |              |  |  |                  |                  |                  |
|  | S4          | South Carolina Stingrays | S5                     | Mississippi Sea Wolves | 3                  | 0            |              |              |  |  |              |              |              |  |  |                  |                  |                  |
|  | S4          | South Carolina Stingrays |                        |                        |                    |              |              |              |  |  |              |              |              |  |  |                  |                  |                  |
|  | S5          | Mississippi Sea Wolves   | 3                      |                        |                    |              |              |              |  |  |              |              |              |  |  |                  |                  |                  |

### Kelly-Cup-Sieger
| Kelly-Cup-Sieger Mississippi Sea Wolves | Sean Blanchard, Cody Bowtell, Andrew Dale, Brad Essex, Quinn Fair, Kevin Hilton, Kelly Hurd, Karl Infanger, John Kosobud, Michail Krawez, D. J. Mando, Troy Mann, Mike Martone, Václav Nedomanský, Patrick Rochon, Mark Rupnow, Chris Schmidt, Travis Scott, Chuck Thuss, Bob Woods Trainer: Bruce Boudreau |

## Vergebene Trophäen
| Auszeichnung                                                                   | Spieler                | Team                   |
| ------------------------------------------------------------------------------ | ---------------------- | ---------------------- |
| ECHL Coach of the Year Bester Trainer                                          | Bob Ferguson           | Florida Everblades     |
| ECHL Most Valuable Player Bester Spieler der regulären Saison                  | Chris Valicevic        | Louisiana IceGators    |
| Kelly Cup Playoffs Most Valuable Player Bester Spieler der Playoffs            | Travis Scott           | Mississippi Sea Wolves |
| ECHL Rookie of the Year Bester Rookie der regulären Saison                     | Maxime Gingras         | Richmond Renegades     |
| ECHL Goaltender of the Year Bester Torwart der regulären Saison                | Maxime Gingras         | Richmond Renegades     |
| ECHL Defenseman of the Year Bester Verteidiger der regulären Saison            | Chris Valicevic        | Louisiana IceGators    |
| ECHL Leading Scorer Bester Scorer der regulären Saison                         | John Spoltore          | Louisiana IceGators    |
| ECHL Sportsmanship Award Hoher sportlicher Standard und vorbildliches Benehmen | Jamie Ling             | Dayton Bombers         |
| Kelly Cup Gewinner der ECHL-Playoffs                                           | Mississippi Sea Wolves | Mississippi Sea Wolves |
| Henry Brabham Cup Bestes Team der regulären Saison                             | Pee Dee Pride          | Pee Dee Pride          |
| Northern Conference Champion Bestes Team der Northern Conference               | Richmond Renegades     | Richmond Renegades     |
| Southern Conference Champion Bestes Team der Southern Conference               | Mississippi Sea Wolves | Mississippi Sea Wolves |